# Буниятзаде, Агабаба Балаага оглы
Буниятзаде, Агабаба Балаага оглы (азерб. Ağababa Balağa oğlu Bünyadzadə) — советский артист оперы (баритон), Народный артист Азербайджанской ССР (1955 год), член КПСС (с 1957 года), солист Азербайджанского театра оперы и балета (с 1938 года).

## Биография
Агабаба Буниятзаде родился 19 июля 1915 года в Баку. В 1940 году окончил оперную студию в Баку; а до этого в 1938—1939 годах учился в Музыкальном училище имени Гнесиных в Москве.

### Творческая карьера
С 1936 пел в хоре Бакинской филармонии.
С 1938 года был солистом Азербайджанского государственного театра оперы и балета имени Ахундова.
17 июня 1943 года получил звание Заслуженного артиста Азербайджанской ССР. 30 апреля 1955 года был удостоен звания Народного артиста Азербайджанской ССР.
В 1967 году в качестве режиссёра осуществил постановку оперы «Шах Исмаил» Муслим Магомаева.
Кавалер ордена Ленина (9 июня 1959) и ордена Трудового Красного Знамени (25 февраля 1946).
Скончался Агабаба Буниятзаде 17 декабря 1974 года.